# Кастело деле Формике (Терни)
Кастело деле Формике је насеље у Италији у округу Терни, региону Умбрија.
Према процени из 2011. у насељу је живело 70 становника. Насеље се налази на надморској висини од 88 м.